# Jens Rodsteen
Jens Rodsteen (1633 – 1706 på Rodsteenseje) var en dansk søofficer, bror til Markor Rodsteen.

## Officer
Han var søn af Steen Rodsteen til Lerbæk og Sønder Elkær (død 1664) og Margrethe Lavesdatter Urne (død 1664). Han var af gammel adelig slægt, der stammer fra det schwabiske og rhinlandske ridderskab (Rodenstein, Rothenstein).
1657 udnævntes han til skibskaptajn, men havde forinden tumlet sig i udlandet og var nået endogså til Asien og Ægypten. I krigen 1657-60 var han i forskellig virksomhed til søs og erobrede en svensk skude ved Malmø. 1665 forfremmedes han til schoutbynacht, fire år senere til viceadmiral samt assessor i Admiralitetet; 1670 erholdt han sammen med Cort Adeler og Niels Juel eneret til handel på Grønland. Af Griffenfeld og Adeler var Rodsteen en velset officer, for hvem der endogså – skønt forgæves – blev arbejdet på, at han skulle fortrænge Niels Juel. 1670 sendtes Rodsteen til Island og Færøerne for at modtage indvånernes hyldingsed til Christian V; 1675 var han først eskadrechef i hovedflåden under Adeler, senere blokerede han med den hollandske admiral Jacob Binckes, og underlagt sin bror Markor, Wismar. Det påfølgende år havde han først en kommando i Kattegat, sluttede sig senere til Juel i Østersøen og deltog i slagene ved Trelleborg og Øland. Han nævnes dette år og fremdeles som admiral, har også samme gage som broderen, men hans formelle udnævnelse til denne charge kendes ikke. 1677 tog han som eskadrechef del i slaget på Køge Bugt; det påfølgende år var han med Niels Juels flåde ved Kalmar Sund og senere ved Rügens erobring. 1679 havde han med en eskadre station i Øresund, hvor der imidlertid ikke forefaldt noget nævneværdigt. Sammen med sin broder afskedigedes han efter fredslutningen med løfte om at blive befordret i civilt embede, men dette løfte opfyldtes aldrig.
Rodsteen ejede i København den store gård, der 1682 solgtes til Søkvæsthus (i den nuværende Kvæsthusgade). Han døde 1706; blev gift 1668 med Sophie Amalie Gersdorff, datter af Joachim Gersdorff. Med hende fik han Hovedstrup (ved Aarhus), som han ombyggede 1681 og kaldte Rodsteenseje.
Han er begravet i Odder Kirke, hvor der er opsat et epitafium af marmor over ham og hans hustru.